# Stegana baechlii
Stegana baechlii är en tvåvingeart som beskrevs av Lastovka och Maca 1982. Stegana baechlii ingår i släktet Stegana och familjen daggflugor.
Artens utbredningsområde är Schweiz. Inga underarter finns listade i Catalogue of Life.